# Mama’s Broken Heart
«Mama’s Broken Heart» — песня американской кантри-певицы Миранды Ламберт, вышедшая в качестве 3-го сингла с четвёртого студийного альбома Four the Record (2011).  Сингл достиг первого места в кантри-чарте Канады и он получил платиновую сертификацию RIAA. Как лучшая песня и видео награждена CMT Music Awards (2013, Female Video of the Year) и имела несколько номинаций, в том числе Grammy Awards, American Country Awards, Country Music Association Awards, Academy of Country Music Awards.

## История
Сингл вышел 14 января 2013 года на студии RCA Nashville и получил положительные отзывы музыкальной критики и интернет изданий:  Country Universe, Taste of Country.
«Fastest Girl in Town» дебютировал на № 46 в кантри-чарте Billboard Hot Country Songs в неделю с 12 января 2013 года.
Тираж достиг 1 960 000 копий в США к сентябрю 2015 года.
Музыкальное видео «Fastest Girl in Town» было снято режиссёром Trey Fanjoy и вышло в марте 2013 года.

## Чарты
| Чарт (2013)                         | Высшая позиция |
| ----------------------------------- | -------------- |
| Канада (Billboard Canadian Hot 100) | 30             |
| Канада (Billboard Country)          | 1              |
| США (Billboard Hot 100)             | 20             |
| США (Billboard Country Airplay)     | 2              |
| США (Billboard Hot Country Songs)   | 2              |

### Годовые итоговые чарты
| Чарт (2013)                       | Позиция |
| --------------------------------- | ------- |
| США Billboard Hot 100             | 89      |
| США Country Airplay (Billboard)   | 31      |
| США Hot Country Songs (Billboard) | 8       |

## Сертификации
| Регион | Сертификация | Продажи   |
| --- | ------------ | --------- |
| США (RIAA) | Платиновый   | 1,960,000 |
| * Данные о продажах приведены только на основе сертификации. ^ Данные о тиражах приведены только на основе сертификации. |              |           |

## Награды и номинации
- 2013. CMT Music Awards. — Female Video of the Year. — «Mama's Broken Heart» (победа)[16]
- 2013. CMT Music Awards. — Video of the Year. «Mama's Broken Heart» (номинация)[17]
- 2013. American Country Awards. — Song of the Year. «Mama's Broken Heart» (номинация)
- 2013. Country Music Association Awards. — Song of the Year. «Mama's Broken Heart» (номинация)[18]
- 2013. Country Music Association Awards. — Single of the Year. «Mama's Broken Heart» (номинация)[19]
- 2013. Country Music Association Awards. — Music Video of the Year. «Mama's Broken Heart» (номинация)[18]
- 2014. Academy of Country Music Awards. — Song of the Year. «Mama's Broken Heart» (номинация)[20]
- 2014. Academy of Country Music Awards. — Single Record of the Year. «Mama's Broken Heart» (номинация)[20]
- 2014. Academy of Country Music Awards. — Video of the Year. «Mama's Broken Heart» (номинация)[20]
- 2014. Grammy Awards. — Best Country Song. «Mama's Broken Heart» (номинация)[21]
- 2014. Grammy Awards. — Grammy Award for Best Country Solo Performance. «Mama's Broken Heart» (номинация)[21]